# Future Teenage Cave Artists
| Совокупная оценка | Совокупная оценка |
| Источник          | Оценка            |
| ----------------- | ----------------- |
| Album of the Year | 76/100            |
| AnyDecentMusic?   | 7.7/10            |
| Metacritic        | 78/100            |
| Оценки критиков   |                   |
| Источник          | Оценка            |
| Exclaim!          | 9/10              |
| DIY               | [ 5 ]             |
| Loud and Quiet    | 9/10              |
| MusicOMH          | [ 7 ]             |
| NME               | [ 8 ]             |
| Paste             | 7.3/10            |

Good Souls Better Angels — пятнадцатый студийный альбом американской нойз-рок-группы Deerhoof, вышедший 29 мая 2020 года на лейбле Joyful Noise Recordings.
25 марта 2020 года вышли первые два сингла с этого альбома, «Future Teenage Cave Artists» и «The Loved Ones». Третий сингл «Farewell Symphony» был издан 20 апреля 2020 года.

## Об альбоме
Альбом получил положительные отзывы музыкальных критиков и интернет-изданий.

## Список композиций
| №   | Название                                                | Длительность |
| --- | ------------------------------------------------------- | ------------ |
| 1.  | «Future Teenage Cave Artists»                           | 3:26         |
| 2.  | «Sympathy for the Baby Boo»                             | 2:23         |
| 3.  | «The Loved One»                                         | 2:38         |
| 4.  | «O Ye Saddle Babes»                                     | 3:32         |
| 5.  | «New Orphan Asylum for Spirited Deerchildren»           | 3:56         |
| 6.  | «Zazeet»                                                | 2:28         |
| 7.  | «Fraction Anthem»                                       | 2:52         |
| 8.  | «Farewell Symphony»                                     | 3:49         |
| 9.  | «Reduced Guilt»                                         | 3:44         |
| 10. | «Damaged Eyes Squinting into the Beautiful Overhot Sun» | 3:58         |
| 11. | «I Call on Thee»                                        | 3:17         |